# HMS Veteran (1787)
HMS Veteran (Корабль Его Величества «Ветеран») — 64-пушечный линейный корабль третьего ранга. Первый корабль Королевского флота, 
названный HMS Veteran. Корабль был разработан сэром Эдвардом Хантом на основе чертежей типа Crown и был единственным судном своего типа. Заложен в июле 1781 года. Спущен на воду 14 августа 1787 года на частной верфи Фабиана в Ист-Каусе. Был последним 64-пушечным кораблем построенным для Королевского флота. Принял участие во многих морских сражениях периода Французских 
революционных и Наполеоновских войн, в том числе в Сражении при Кампердауне и Сражении при Копенгагене.

## Служба
2 февраля 1794 года Veteran под командованием капитана Чарльза Эдмунда Ньюджента вместе с эскадрой вице-адмирала Джона 
Джервиса отплыл из Барбадоса к Мартинике для захвата острова. Британцы подошли к берегам Мартиники 5 апреля 
и после серии стычек с французскими войсками им удалось занять большую часть острова. Операция завершилась сдачей форта Дезе 24 марта и остров перешёл под контроль британских войск . 
После этого Veteran принял участие в ещё одной операции английских войск, на этот раз в Гваделупе. Британцы и здесь достигли своей цели и сумели вынудить французов сдаться в форте Сент-Чарльз в Гваделупе 21 апреля 1794 года. Захват форта 
Сент-Чарльз, береговых батарей, и города Бас-Тер обошлись британской армии в два человека убитыми, четверо ранеными и пять 
пропавших без вести. Флот потерь не понес .
В октябре 1797 года Veteran, под командованием капитана Джорджа Грегори, находился в Северном море, где 9 октября присоединился к флоту адмирала Дункана в Ярмуте и отплыл к острову Тексел. 
11 октября 1797 года принял участие в Сражении при Кампердауне, в котором британский флот адмирала Адама Дункана одержал решительную победу над голландским флотом адмирала де Винтера. 
Veteran входил в подветренную эскадру британского флота, и вслед за Monarch, флагманом вице-адмирала Онслоу, прорезал линию противника перед 72-пушечным кораблём Jupiter, обстрелял его, после чего двинулся в погоню за голландским центром. В сражении Veteran получил несколько пробоин корпуса, а также потерял 4 человека убитыми и 21 ранеными. После сражения Veteran взял на буксир сильно повреждённый 56-пушечный Delft, но во время шторма 12 октября стало ясно что корабль тонет, и шлюпки с Veteran и соседних кораблей эвакуировали голландских матросов и призовой экипаж с Delft.
В августе-ноябре 1799 года Veteran принял участие в Голландской экспедиции. 30 августа 1799 года он в составе эскадры вице-адмирала Эндрю Митчелла из 17 линейных кораблей присутствовал при сдаче флота Батавской республики из 12 линейных кораблей под командованием контр-адмирала Сэмюэля Стори. На кораблях эскадры Стори начался бунт и экипажи отказались вступать в бой с британцами, так что у контр-адмирала не было другого выхода кроме как капитулировать.
12 марта 1801 года Veteran, под командованием капитана Арчибальда Коллингвуда Диксона, в составе флота адмирала Хайда Паркера отплыл из Ярмута к Копенгагену. 2 апреля 1801 был при Копенгагене, когда колонна Нельсона вступила в бой с превосходящими силами датчан и вынудила их начать переговоры. Сам Veteran входил в резерв Паркера и потому не принимал участия в сражении.
Veteran оставался в строю до 1816 года, когда было принято решение вывести его из состава флота и отправить на 
слом.